# تازة كند بكر أباد
تازة كند بكر أباد هي قرية في مقاطعة ورزقان، إيران. عدد سكان هذه القرية هو 124 في سنة 2006.